# Familia Mitford

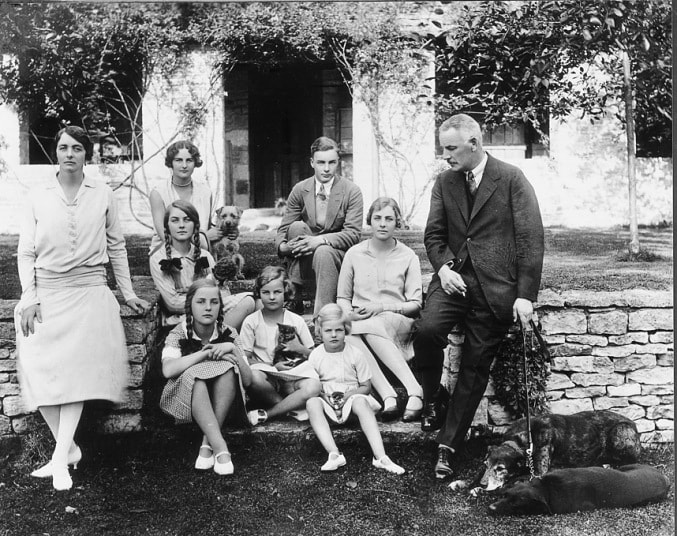
La familia Mitford en 1928; Primera fila, de izquierda a derecha, la madre Sydney Bowles, las hijas Unity, Jessica y Deborah, el padre David

Los Mitford eran una familia aristocrática británica famosa por sus obras literarias y por sus vidas notorias, en especial las hijas de la familia, conocidas como las Hermanas Mitford.
La casa familiar estaba en Asthall Manor, Oxfordshire.
Los hijos de David Bertram Ogilvy Freeman-Mitford, 2.º barón de Redesdale (13 de marzo de 1878 – 17 de marzo de 1958), y su mujer Sydney Bowles fueron:
1. Nancy Mitford (28 de noviembre de 1904 – 30 de junio de 1973). Casada con Peter Rodd, tuvo una larga relación con el político y hombre de estado francés Gaston Palewski. Escritora de muchas novelas, las más populares (y autobiográficas) fueron A la caza del amor y Amor en clima frío. También fue una notable biógrafa de personajes históricos.
2. Pamela Mitford (25 de noviembre de 1907 – 12 de abril de 1994). Casada con Derek Jackson.
3. Thomas Mitford (2 de enero de 1909 – 30 de marzo de 1945). Murió soltero en Birmania.
4. Diana Mitford (17 de junio de 1910 – 11 de agosto de 2003). Casada en primera instancia con el aristócrata y escritor Bryan Walter Guinness (2° Barón Moyne) y más tarde con el líder fascista británico sir Oswald Mosley.
5. Unity Valkyrie Mitford (8 de agosto de 1914 – 28 de mayo de 1948). Famosa por su amistad con Adolf Hitler, se intentó suicidar al comienzo de la Segunda Guerra Mundial tras declararle Inglaterra la guerra a Alemania. Quedó en estado vegetativo 9 años y murió de meningitis por la bala alojada en su cabeza.
6. Jessica Mitford (11 de septiembre de 1917 – 22 de julio de 1996). Casada con Esmond Romilly y más tarde con Robert Treuhaft. Activista antifascista. Después de visitar España durante la guerra civil española se trasladó a Estados Unidos para continuar su carrera de periodista de investigación.
7. Deborah Mitford (31 de marzo de 1920 – 24 de septiembre de 2014). Casada con Andrew Cavendish, undécimo duque de Devonshire. Desde 1999 era dama de la Real Orden Victoriana.

- Datos: Q2473545
- Multimedia: Mitford family / Q2473545